# Pseudothyridium juanjosei
Pseudothyridium juanjosei är en skalbaggsart som beskrevs av Soula 2006. Pseudothyridium juanjosei ingår i släktet Pseudothyridium och familjen Rutelidae. Inga underarter finns listade i Catalogue of Life.